# Adenophora palustris
Adenophora palustris är en klockväxtart som beskrevs av Vladimir Leontjevitj Komarov. Adenophora palustris ingår i släktet kragklockor, och familjen klockväxter. Inga underarter finns listade i Catalogue of Life.